# Corinna mandibulata
Corinna mandibulata là một loài nhện trong họ Corinnidae.
Loài này thuộc chi Corinna. Corinna mandibulata được Embrik Strand miêu tả năm 1906.